# Guerras romano-macedônicas
As Guerras romano-macedônicas (português brasileiro) ou Guerras romano-macedónicas (português europeu) (214–148 a.C.) foram uma série de conflitos travados pela República Romana e seus aliados gregos no Mediterrâneo oriental contra diversos grandes reinos gregos. Depois da Segunda Guerra Púnica, Roma já havia se consolidado como potência hegemônica no Mediterrâneo ocidental e o resultado das guerras macedônicas foi a consolidação desta hegemonia também na região oriental. Tradicionalmente, as "Guerras Macedônicas" incluem as quatro guerras contra o Reino da Macedônia, uma guerra contra o Império Selêucida e uma guerra menor contra a Liga Aqueia (que é frequentemente considerada como a fase final da última guerra contra a Macedônia). A mais importante delas foi travada contra os selêucidas, seguida das guerras contra a Macedônia; ambas marcaram efetivamente o fim  destes estados como potências mundiais, embora nenhum deles tenha significado uma conquista imediatada pelos romanos. As quatro guerras contra a potência menor, a Macedônia, foram resultado da proximidade geográfica com Roma, apesar de a última ter sido travada contra rebeldes insurrectos e não exércitos organizados. A influência romana dissolveu gradualmente a independência macedônica e o estado macedônico acabou digerido pela potência que rapidamente se tornava um império global. O resultado da guerra contra o já declinante Império Selêucida lhe foi, em última instância, fatal, apesar de a crescente influência da Pártia e do Reino do Ponto terem evitado outros conflitos contra Roma.
Do final das Guerras Macedônicas até o início do Império Romano, a região oriental do Mediterrâneo permaneceu como uma rede mutável de entidades políticas com variados graus de independência, dependência ou controle militar direto de Roma. Segundo Políbio, que buscava rastrear como Roma havia conseguido dominar os gregos em menos de um século, as guerras de Roma com a Grécia foram motivadas depois que diversas pólis gregas buscaram ativamente a proteção romana contra o Reino da Macedônia e o Império Selêucida, potências regionais, diante do acelerado declínio do Egito Ptolemaico. Ao contrário da Grécia ocidental, a oriental já vinha sendo controlada por grandes impérios por séculos e a influência romana, assim como a busca de alianças, levaram a guerras contra esses impérios que os enfraqueceram e, por conta disto, criaram um instável vácuo de poder que apenas Roma foi capaz de pacificar. Esta estrutura geopolítica tem importantes similaridades (e algumas importantes diferentes) com o que havia ocorrido na Itália séculos antes, mas desta vez em escala global. Historiadores enxergam a crescente influência romana no oriente, assim como no ocidente, não como uma questão imperialista, mas como uma constante situação de gestão de crises com foco bem específico em resolver objetivos de curto prazo numa rede altamente instável, imprevisível e interdependente de alianças e dependências. Com algumas importantes exceções de governo militar direto (como aconteceu com partes da Grécia continental), o Mediterrâneo oriental permaneceu sendo uma aliança de cidades-estado e reinos independentes (com variados graus de independência, tanto de jure quanto de facto) até a transição final para o Império Romano. Foi só no período imperial que esta região, juntamente com todo o resto do mundo romano, foi organizado oficialmente como províncias sob explícito controle romano.

## Primeira Guerra Macedônica (214–205 a.C.)
Durante a Segunda Guerra Púnica, Filipe V da Macedônia se aliou com Aníbal. Temendo que ele recebesse reforços macedônicos na já imensamente difícil guerra em território italiano, o Senado Romano despachou um pretor, Marco Valério Levino , com um exército para a região. As legiões romanas, apoiadas por forças aliadas da Liga Etólia e do Reino de Pérgamo depois de 211 a.C., conseguiram pouco mais do que fustigar as forças macedônicas e conquistaram alguns poucos territórios na costa do Adriático para "combater a pirataria". O interesse romano nesta época não era a conquista, mas manter os macedônios ocupados enquanto Roma lutava contra Aníbal. A guerra terminou de forma indecisiva em 205 a.C. com o Tratado de Fenícia. Apesar de ter sido um conflito menor, foi esta guerra que abriu o caminho para a intervenção militar direta na Macedônia. Apesar de ter sido travado entre romanos e macedônios, esta guerra foi praticamente independente das demais guerras romano-macedônicas que se seguiram no século seguinte.

## Segunda Guerra Macedônica (200–196 a.C.)
No século anterior, o mundo grego foi dominado pelos três principais reinos sucessores do império de Alexandre, o Grande: o Egito Ptolemaico, o Reino da Macedônia e o Império Selêucida. As ambições imperiais dos selêucidas depois de 230 a.C. foram particularmente desestabilizadoras. Eles partiram para conquistar o Egito, que respondeu com uma grande mobilização militar. Esta campanha levou à vitória militar contra as incursões selêucidas, mas, em 205 a.C., quando Ptolemeu IV foi sucedido pelo seu filho de cinco anos de idade, Ptolemeu V (ou melhor, por seus regentes), os recém-armados egípcios se voltaram um contra o outro. O resultado foi uma grande guerra civil entre o norte e o sul do Egito. Percebendo a fragilidade, os macedônios e os selêucidas forjaram uma aliança para conquistar e dividir o Egito entre si.
Este desequilíbrio foi a mais importante ameaça à já centenária ordem política que mantinha o mundo grego em relativa estabilidade e, especialmente, representou uma grande ameaça aos pequenos reinos gregos que haviam conseguido se manter independentes. Como a Macedônia e o Império Selêucida eram o problema e o Egito, a causa do problema, a única potência restante era Roma. Esta foi uma grande mudança, pois os gregos, até pouco tempo antes, só demonstravam desprezo em relação aos romanos, que devolviam o sentimento com indiferença em relação aos gregos. Embaixadores do Reino de Pérgamo e de Rodes apresentaram evidências perante o Senado Romano de que Filipe V da Macedônia e Antíoco III, do Império Selêucida, haviam assinado um pacto de não-agressão. Embora a natureza exata deste tratado seja incerta e a razão exata do envolvimento romano depois de décadas de indiferença em relação a Grécia (as passagens relevantes sobre o tema na obra de Políbio, a principal, se perderam), a delegação grega conseguiu convencer os romanos. Inicialmente, Roma não pretendia uma guerra contra a Macedônia, mas apenas intervir em favor de seus aliados diplomaticamente.
Roma entregou um ultimato a Filipe, exigindo que ele cessasse sua campanha contra os territórios do novos aliados gregos dos romanos. Duvidando do poderio romano, especilamente por causa do fraco desempenho romano na Primeira Guerra Macedônica, Filipe ignorou o pedido, o que surpreendeu os romanos. Acreditando estar diante de uma ameaça à sua honra e reputação, Roma escalou o conflito enviando um exército para forçar a questão, o que deu início à Segunda Guerra Macedônica. Surpreendentemente, dado os recentes sucessos contra os gregos e romanos, o exército de Filipe cedeu à pressão. As tropas mistas romano-gregas, lideradas pelo cônsul Tito Quíncio Flaminino, alcançaram as planícies da Tessália em 198 a.C. No ano seguinte, os romanos derrotaram Filipe decisivamente na Batalha de Cinoscéfalos e ele pediu a paz. No resultante Tratado de Tempe, Filipe V foi proibido de interferir em assuntos fora de suas fronteiras e teve que entregar suas recentes conquistas na Trácia e na Ásia Menor. Nos Jogos Ístmicos de 196 a.C., Flaminino proclamou a "liberdade dos gregos", a nova política (possivelmente mal formulada) em relação aos gregos, o que implicava que a Grécia estaria estabilizada e Roma poderia retirar completamente suas forças da região sem o risco de mais instabilidade. Era aparente que Roma não tinha mais interesse na região, pois as legiões se retiraram se sequer tentarem consolidar quaisquer novas conquistas, e a relação com os gregos voltou à habitual apatia, mesmo quando seus aliados gregos ignoravam suas exigências.

## Guerra Selêucida (192–188 a.C.)
Com o Egito e a Macedônia enfraquecidas, o Império Selêucida passou a agir de forma mais agressiva, colecionando sucessos no mundo grego. Quando Roma deixou a Grécia depois do final da Segunda Guerra Macedônica, acreditou (assim como seus aliados) ter deixado para trás uma paz estável. Porém, ao enfraquecer a última potência adversária dos selêucidas, o legado romano foi justamente o oposto. Não apenas os aliados romanos na guerra contra Filipe passaram a buscar ajuda contra os selêucidas, mas o próprio Filipe buscou uma aliança com Roma. A situação ficou ainda pior quando Aníbal se tornou o principal conselheiro militar do imperador selêucida e, segundo os romanos, acreditava-se que os dois planejavam a conquista militar direta não apenas da Grécia, mas da própria Roma. Os selêucidas eram muito mais poderosos que os macedônicos jamais haviam sido, pois controlavam a maior parte do que havia sido o poderoso Império Aquemênida ("Pérsia") e seu território se aproximava muito do que havia sido o do império de Alexandre, o Grande. Temendo o pior, os romanos começaram uma grande mobilização, praticamente deixando as recém-pacificadas Hispânia e Gália Cisalpina e reforçando a guarnição da Sicília para o caso de uma invasão selêucida. Este temor era compartilhado pelos aliados gregos dos romanos, que praticamente ignoraram Roma nos anos seguintes à Segunda Guerra Macedônica. Uma grande força romano-grega foi mobilizada sob o comando do grande herói da Segunda Guerra Púnica, Cipião Africano, e partiu para a Grécia, dando início à guerra.
Depois de algumas batalhas iniciais, que já revelaram sérias deficiências dos selêucidas, Antíoco tentou usar a força romana contra ela própria na Batalha de Termópilas (exatamente como haviam feito os 300 espartanos séculos antes contra o poderoso Império Persa). Porém, assim como os espartanos, os selêucidas perderam a batalha e foram forçados a abandonar a Grécia. Os romanos, não satisfeitos, perseguiram os selêucidas e cruzaram o Helesponto, a primeira vez que um exército romano pisou na Ásia. O enfrentamento decisivo foi a Batalha de Magnésia, que acabou como uma vitória total para os romanos. Os selêucidas pediram a paz e Roma forçou Antíoco a ceder todas as suas conquistas recentes perante os gregos. Embora ainda controlassem um grande território, esta derrota marcou o começo do fim do Império Selêucida, que teve que enfrentar súditos cada vez mais agressivos no oriente (os partas) e no ocidente (os gregos), além da sempre inquieta Judeia no sul. Seu império se desintegrou para uma fração de sua glória anterior no século seguinte, quando foi eclipsado pelo ascendente Reino do Ponto. Depois de Magnésia, Roma deixou a Grécia uma vez mais, assumindo (e desejando) que a falta de uma potência grega garantiria uma paz estável. Mais uma vez o resultado foi o oposto.

## Terceira Guerra Macedônica (171–168 a.C.)
Com a morte de Filipe V na Macedônia em 179 a.C., seu filho, Perseu, tentou restaurar a influência internacional de seu novo reino e partiu para uma agressiva campanha militar contra seus vizinhos. Quando Perseu foi implicado numa tentativa de assassinato de um aliado de Roma, o Senado declarou guerra. Inicialmente, Roma não se saiu bem contra as forças macedônicas, mas, em 168 a.C., as legiões romanas destruíras mas falanges macedônicas na Batalha de Pidna. Finalmente convencidos de que os gregos (e, portanto, o resto do mundo) jamais teriam a paz se a Grécia fosse novamente deixada à própria sorte, Roma decidiu estabelecer sua primeira presença permanente no mundo grego. O Reino da Macedônia foi dividido pelos romanos em quatro repúblicas clientes, mas mesmo estas medidas extremas não foram eficazes, pois a agitação macedônica continuou.

## Quarta Guerra Macedônica (150–148 a.C.)
Um pretendente ao trono macedônico, Andrisco, foi o responsável pela quarta e última guerra de Roma contra os macedônios. Ele foi rapidamente derrotado na Segunda Batalha de Pidna, em 148 a.C., o que assustou a Liga Aqueia, que se mobilizou para a guerra dois anos depois. Este conflito é por vezes chamado de Guerra Aqueia (ou "Guerra Acaia") e é lembrada pela curta duração e por ter ocorrido imediatamente depois da extinção do estado macedônico. Até então, Roma só havia intervindo na Grécia para lutar contra fortalezas, aliados ou clientes da Macedônia. Os líderes aqueus certamente sabiam que esta guerra não tinha nenhuma chance de vitória, pois a supremacia militar romana foi definitivamente consolidada depois que as famigeradas falanges macedônicas foram derrotadas em três ocasiões diferentes e depois da vitória sobre um inimigo numericamente superior, os selêucidas, na Ásia. Políbio culpa os demagogos das pólis da Liga pela guerra suicida. Pendores nacionalistas e a ideia de um heroico triunfo contra forças muito superiores inflamaram os gregos contra Roma. Como punição, os romanos destruíram completamente a cidade de Corinto em 146 a.C., o mesmo ano no qual Cartago foi destruída. Depois de quase um século de constantes conflitos na Grécia, que sempre sucumbia de volta para a instabilidade e a guerra depois da partida dos romanos, Roma decidiu dividir a Macedônia em duas províncias, a Acaia e o Epiro.